# كيم بايونغ جي
كيم بايونغ جي مواليد 8 أبريل 1970 في كوريا الجنوبية، هو لاعب كرة قدم كوري جنوبي دولي سابق كان يلعب كحارس مرمى. سبق له أن لعب في كأس العالم لكرة القدم مع منتخب بلاده. لعب خلال مسيرته 595 مباراة سجل خلالها 2 أهداف.

## المسيرة الاحترافية

### أندية لعب لها
- نادي أولسان هيونداي
- بوهانغ ستيلرز
- نادي سول

## روابط خارجية
- كيم بايونغ جي على موقع الاتحاد الدولي (مؤرشف)  (الإنجليزية)
- كيم بايونغ جي على موقع دوري كوريا الجنوبية (الإنجليزية)
- كيم بايونغ جي على موقع قاعدة بيانات كرة القدم.إي يو (الإنجليزية)
- كيم بايونغ جي على موقع ناشيونال فوتبول تيمز (الإنجليزية)
- كيم بايونغ جي على موقع Soccerway.com (الإنجليزية)